# Chlébské
Chlébské (německy Chliwsky) je vesnice, část obce Skorotice v okrese Žďár nad Sázavou. Nachází se asi 1 km na severozápad od Skorotic. V roce 2009 zde bylo evidováno 96 adres. V roce 2001 zde trvale žilo 90 obyvatel.
Chlébské je také název katastrálního území o rozloze 2,92 km2.

## Název
Název vesnice je přídavné jméno od podstatného jména chléb. Označovalo "chlébské" místo, tedy takové, které sloužilo k získávání obživy (chléb jako metafora pro živobytí). V lidové mluvě bylo jméno přikloněno k chlév (nářečně chlív), z toho pochází i německé jméno 'Chliwsky.

## Historie
První písemná zmínka o obci pochází z roku 1351.

## Přírodní poměry
Severovýchodním směrem od obce se nachází řada chráněných území, konkrétně se jedná o přírodní rezervaci Údolí Chlébského potoka s hojným výskytem bledulí jarních, dále přírodní památky Údolí Chlébského potoka, Habrová a Kačiny a přírodní rezervaci Hrádky.

## Pamětihodnosti
- Usedlost čp. 2
- Dům čp. 6
- Vodní mlýn č.p. 9

## Galerie

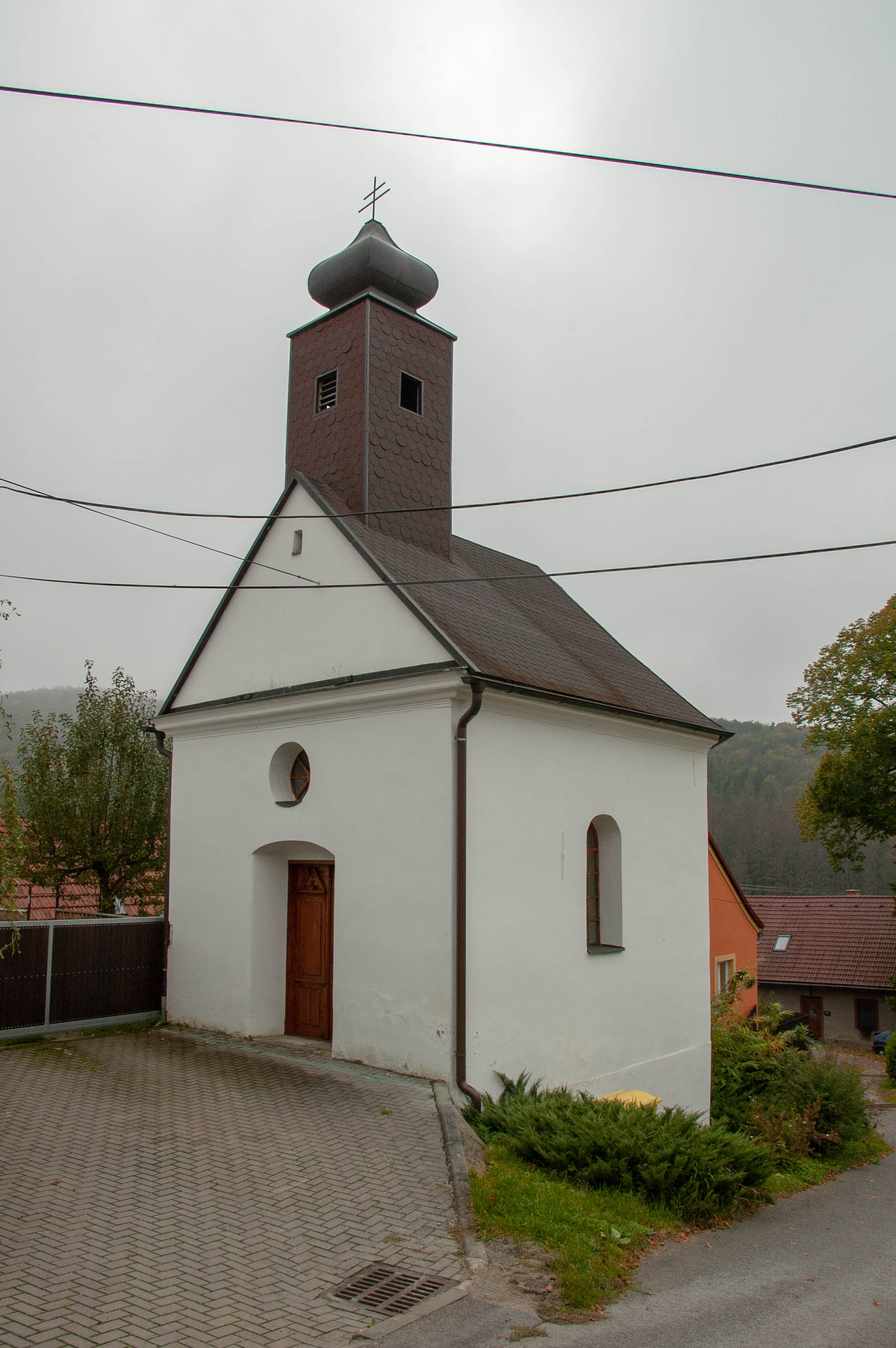
Kaple sv. Jana Křtitele v horní části vsi
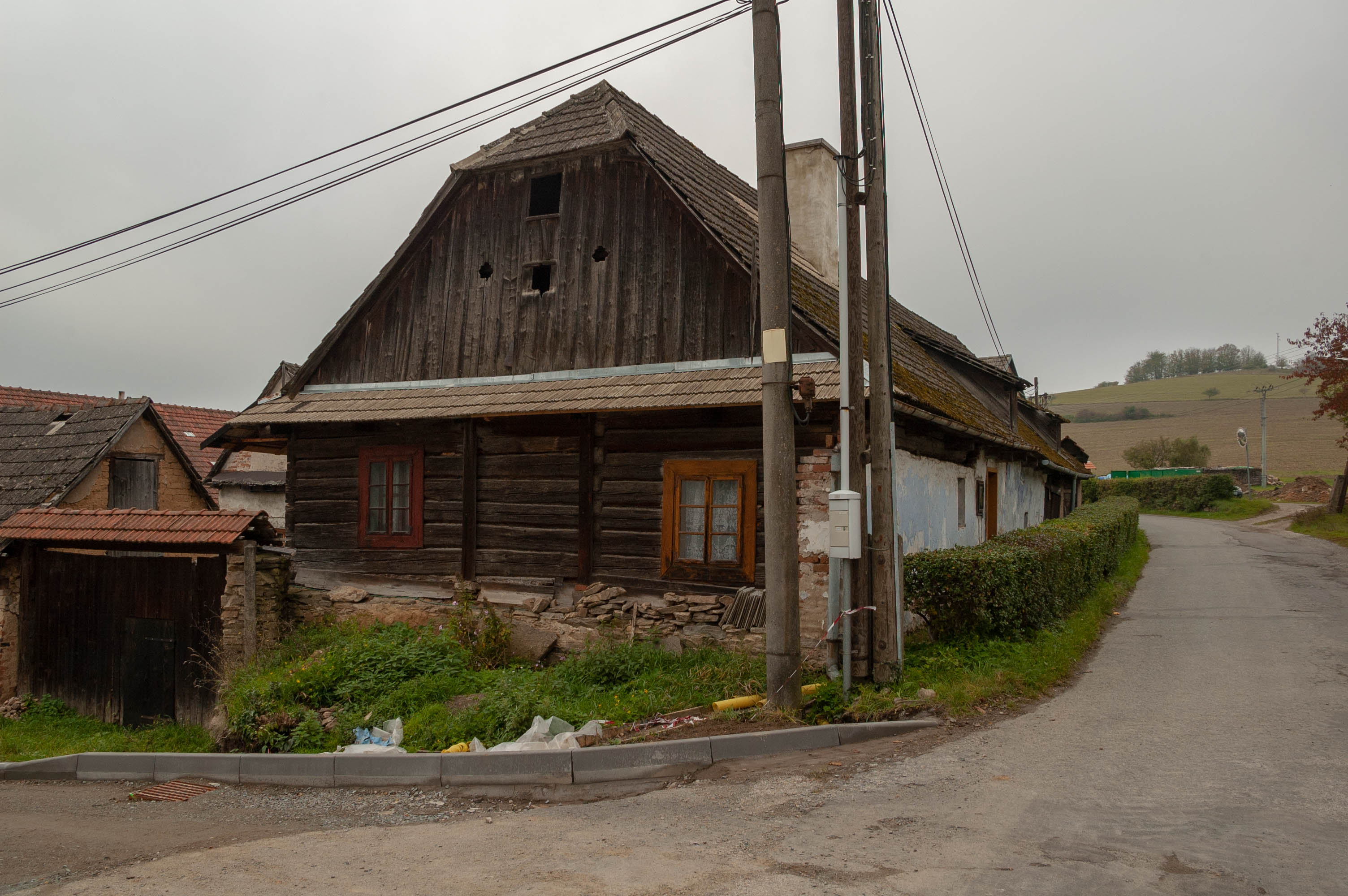
Památkově chráněná usedlost čp. 2
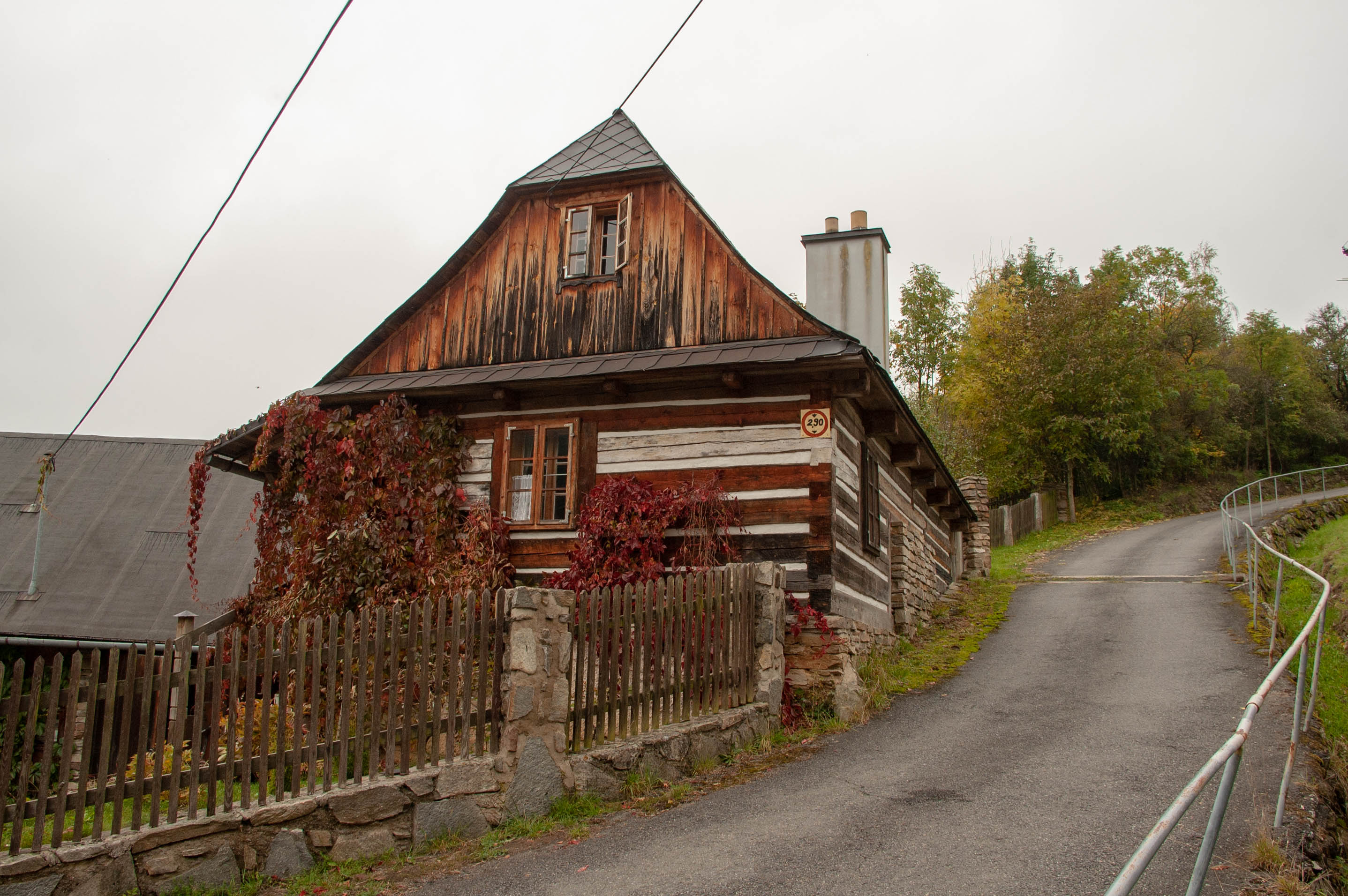
Památkově chráněný dům čp. 6
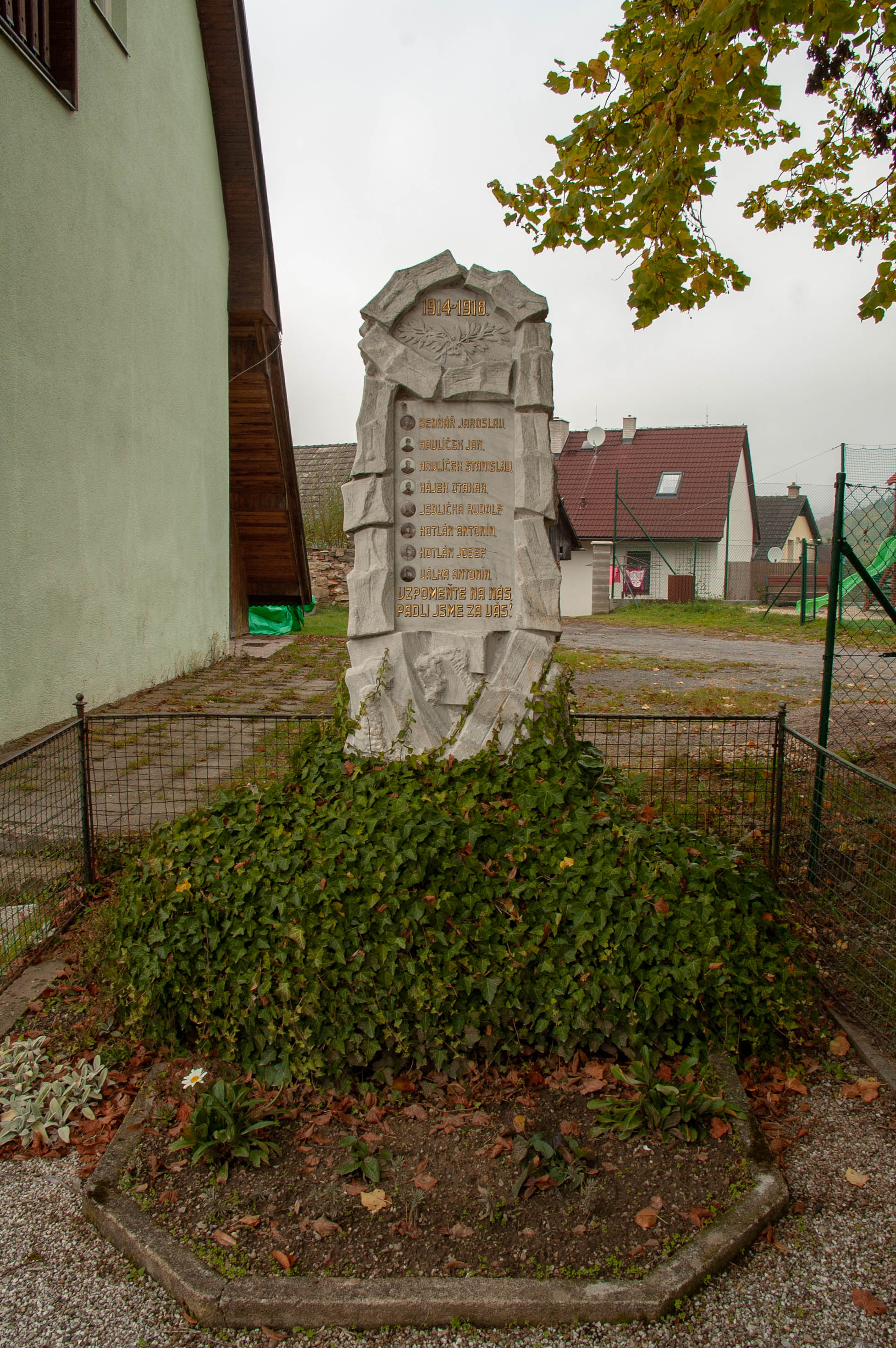
Památník obětem první světové války
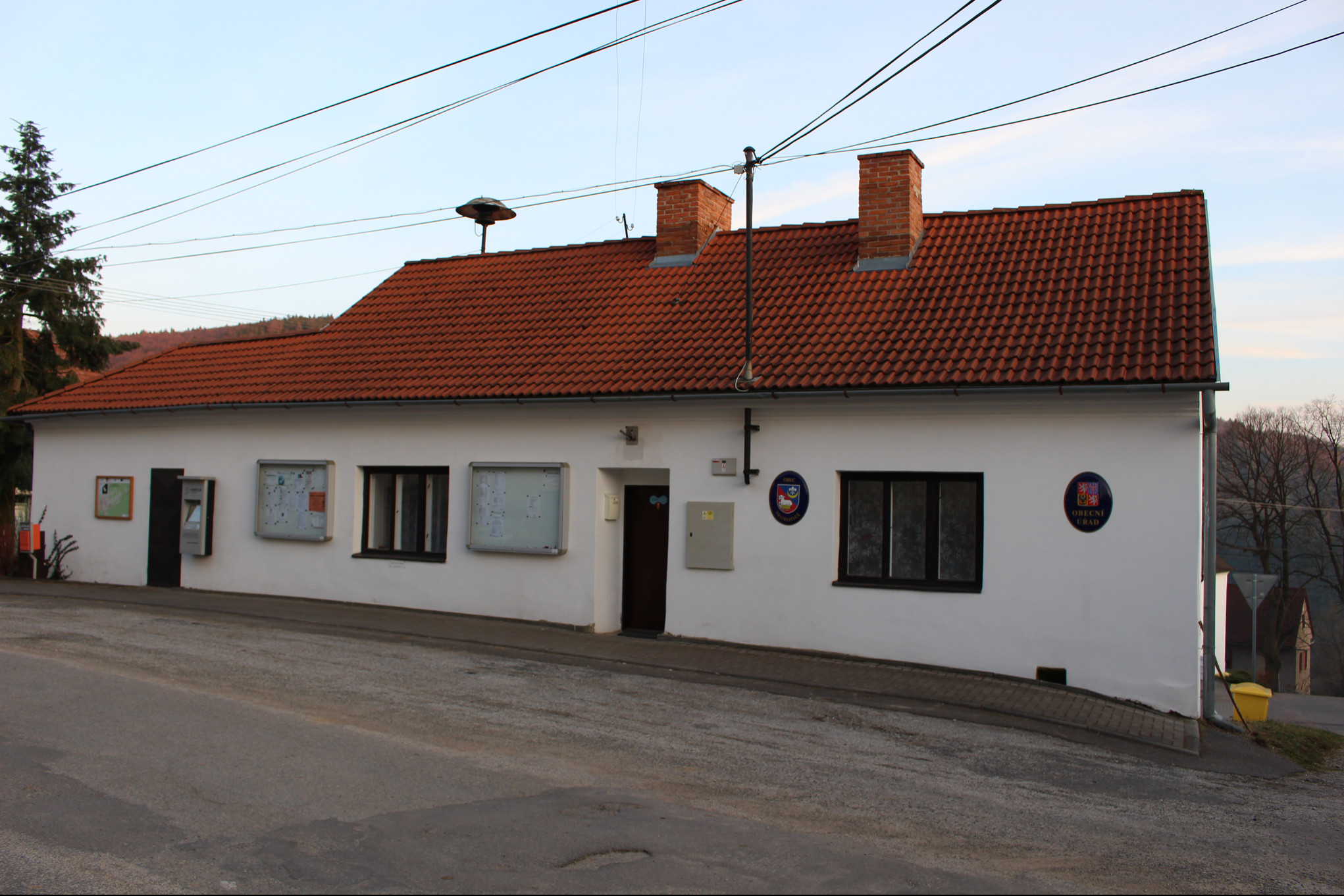
Budova obecního úřadu obce Skorotice
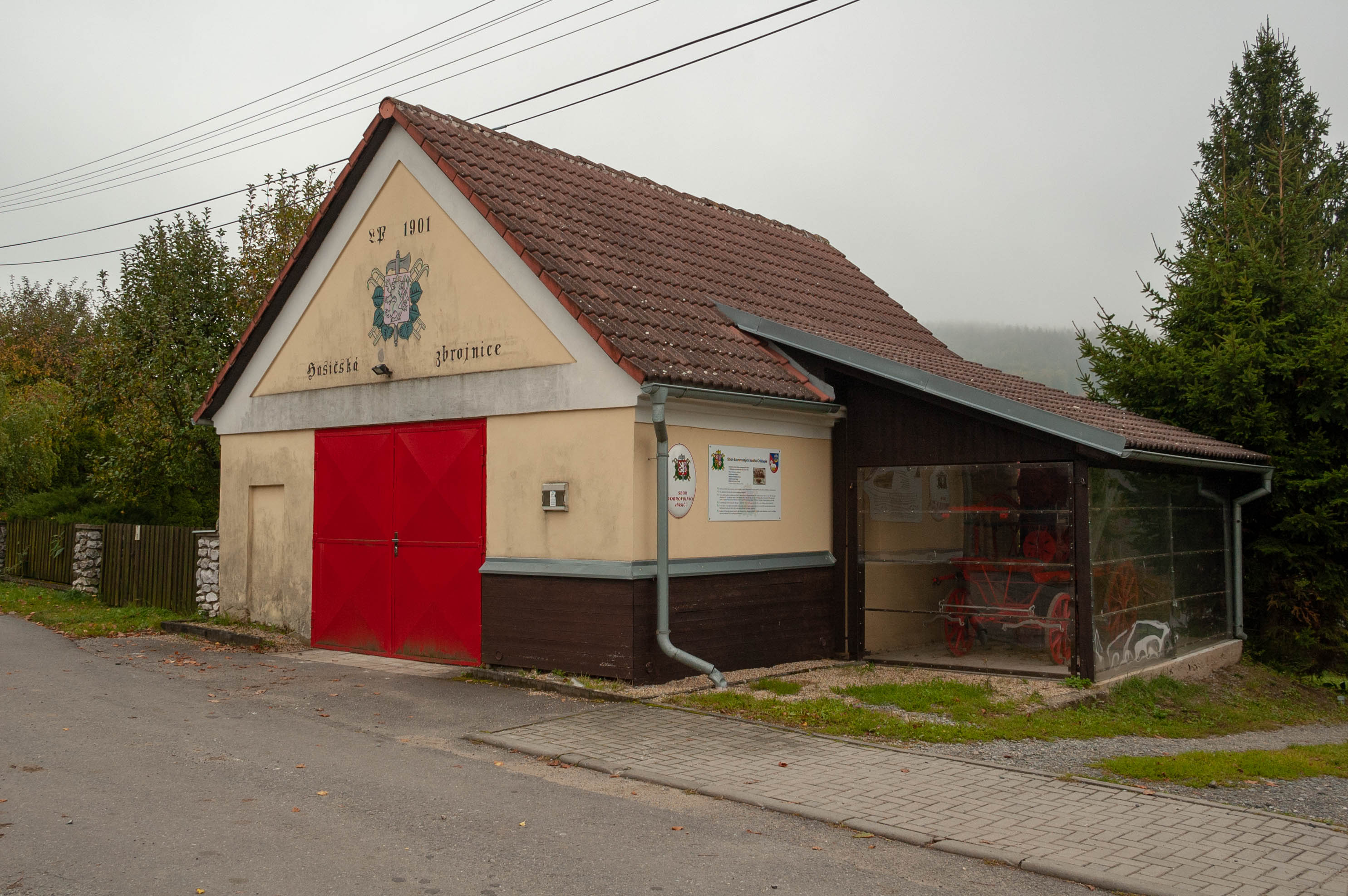
Hasičská zbrojnice